# Polnische Meisterschaften im Skilanglauf 2011
Die Polnischen Meisterschaften im Skilanglauf 2011 fanden vom 23. bis zum 27. März 2011 in Szklarska Poręba statt. Ausgetragen wurden bei den Männern die Distanzen 10 km und 30 km und bei den Frauen 5 km und 15 km. Zudem wurden Sprint und Staffelrennen absolviert. Bei den Männern gewann Maciej Staręga im Sprint und über 30 km und Maciej Kreczmer über 10 km und mit der Staffel von LKS Poroniec Poronin. Bei den Frauen holte Justyna Kowalczyk die Meistertitel über 5 km und 15 km sowie mit der Staffel von KS AZS-AWF Katowice. Das Sprintrennen gewann Ewelina Marcisz.

## Ergebnisse Herren

### Sprint klassisch
| Platz | Name              | Verein                    |
| ----- | ----------------- | ------------------------- |
| 1     | Maciej Staręga    | UKS Rawa Siedlce          |
| 2     | Maciej Kreczmer   | LKS Poroniec Poronin      |
| 3     | Paweł Klisz       | LKS Klimczok Bystra       |
| 4     | Andrzej Leśnik    | LKS Poroniec Poronin      |
| 5     | Sebastian Gazurek | NKS Trójwieś Beskidzka    |
| 6     | Konrad Motor      | UKS Regle Kościelisko     |
| 7     | Marcin Rzeszótko  | KS AZS-AWF Katowice       |
| 8     | Artur Bobrecki    | MKS Halicz Ustrzyki Dolne |

Datum: 23. März

Es waren 28 Läufer am Start.

### 4 × 10 km Staffel
| Platz | Team                                                                                       | Zeit (std) |
| ----- | ------------------------------------------------------------------------------------------ | ---------- |
| 1     | LKS Poroniec PoroninMaciej Kreczmer Patryk Chudoba Tomasz Ponicki Jan Antolec              | 1:42:15,3  |
| 2     | KS AZS-AWF KatowiceKrzysztof Stec Marcin Rzeszótko Andrzej Nędza-Kubiniec Mariusz Michałek | 1:42:22,9  |
| 3     | MKS Halicz Ustrzyki DolneArtur Bobrecki Rafał Węgrzyn Bartosz Bulanda Piotr Fundanicz      | 1:46:45,2  |
| 4     | MKS IstebnaRafał Matuszny Mateusz Ligocki Kamil Bury Patrycjusz Polok                      | 1:49:03,2  |

Datum: 27. März

Es waren 4 Teams am Start.

### 10 km Freistil
| Platz | Name              | Verein                 | Zeit (min) |
| ----- | ----------------- | ---------------------- | ---------- |
| 1     | Maciej Kreczmer   | LKS Poroniec Poronin   | 22:26,5    |
| 2     | Mariusz Michałek  | KS AZS-AWF Katowice    | 22:38,4    |
| 3     | Maciej Staręga    | UKS Rawa Siedlce       | 23:13,3    |
| 4     | Sebastian Gazurek | NKS Trójwieś Beskidzka | 23:20,0    |
| 5     | Krzysztof Stec    | KS AZS-AWF Katowice    | 23:37,4    |
| 6     | Konrad Motor      | UKS Regle Kościelisko  | 24:25,7    |
| 7     | Jan Antolec       | LKS Poroniec Poronin   | 24:26,4    |
| 8     | Paweł Klisz       | LKS Klimczok Bystra    | 24:27,7    |
| 9     | Marcin Rzeszótko  | KS AZS-AWF Katowice    | 24:43,3    |
| 10    | Bogusław Gracz    | LKS Poroniec Poronin   | 24:45,7    |

Datum: 24. März

Es waren 32 Läufer am Start.

### 30 km Freistil Massenstart
| Platz | Name              | Verein                    | Zeit (std) |
| ----- | ----------------- | ------------------------- | ---------- |
| 1     | Maciej Staręga    | UKS Rawa Siedlce          | 1:27:26,7  |
| 2     | Mariusz Michałek  | NKS Trójwieś Beskidzka    | 1:27,34,9  |
| 3     | Sebastian Gazurek | NKS Trójwieś Beskidzka    | 1:31:09,0  |
| 4     | Krzysztof Stec    | KS AZS-AWF Katowice       | 1:32:11,0  |
| 5     | Bogusław Gracz    | LKS Poroniec Poronin      | 1:32:13,9  |
| 6     | Rafał Węgrzyn     | MKS Halicz Ustrzyki Dolne | 1:32:56,6  |
| 7     | Patryk Chudoba    | LKS Poroniec Poronin      | 1:34:43,8  |
| 8     | Marcin Rzeszótko  | KS AZS-AWF Katowice       | 1:35:27,3  |
| 9     | Paweł Klisz       | LKS Klimczok Bystra       | 1:36:08,5  |
| 10    | Tomasz Ponicki    | LKS Poroniec Poronin      | 1:36:25,7  |

Datum: 26. März

Es waren 23 Läufer am Start.

## Ergebnisse Frauen

### Sprint klassisch
| Platz | Name                 | Verein                    |
| ----- | -------------------- | ------------------------- |
| 1     | Ewelina Marcisz      | MKS Halicz Ustrzyki Dolne |
| 2     | Agnieszka Szymańczak | LKS Klimczok Bystra       |
| 3     | Paulina Maciuszek    | LKS Poroniec Poronin      |
| 4     | Justyna Mordarska    | KS AZS-AWF Katowice       |
| 5     | Natalia Grzebisz     | KS AZS-AWF Katowice       |
| 6     | Natalia Grzebisz     | KS AZS-AWF Katowice       |
| 7     | Anna Staręga         | UKS Rawa Siedlce          |
| 8     | Urszula Łętocha      | KS Śnieżka Karpacz        |

Datum: 23. März

Es waren 29 Läuferinnen am Start.

### 4 × 5 km Staffel
| Platz | Team                                                                                         | Zeit         |
| ----- | -------------------------------------------------------------------------------------------- | ------------ |
| 1     | KS AZS-AWF KatowiceJustyna Kowalczyk Natalia Grzebisz Agnieszka Szymańczak Justyna Mordarska | 55:35,3 min. |
| 2     | LKS Poroniec PoroninMartyna Galewicz Anna Rucka Paulina Maciuszek Monika Zarycka             | 59:43,6 min. |
| 3     | MKS Halicz Ustrzyki DolnePaula Socha Ewelina Marcisz Urszula Nycz Monika Fundanicz           | 1:01:25,4 h. |

Datum: 27. März

Es waren 5 Teams am Start.

### 5 km Freistil
| Platz | Name                 | Verein                     | Zeit (min) |
| ----- | -------------------- | -------------------------- | ---------- |
| 1     | Justyna Kowalczyk    | KS AZS-AWF Katowice        | 13:48,3    |
| 2     | Agnieszka Szymańczak | KS AZS-AWF Katowice        | 14:20,9    |
| 3     | Paulina Maciuszek    | LKS Poroniec Poronin       | 14:29,0    |
| 4     | Martyna Galewicz     | LKS Poroniec Poronin       | 14:38,4    |
| 5     | Anna Staręga         | UKS Rawa Siedlce           | 14:43,1    |
| 6     | Ewelina Marcisz      | MKS Halicz Ustrzyki Dolne  | 14:49,9    |
| 7     | Justyna Mordarska    | KS AZS-AWF Katowice        | 15:23,4    |
| 8     | Magdalena Kozielska  | UKS Regle Kościelisko      | 15:37,8    |
| 9     | Natalia Grzebisz     | KS AZS-AWF Katowice        | 15:47,2    |
| 10    | Marzena Maciulewicz  | MUKN Pod Stróżą Miszkowice | 15:56,6    |

Datum: 24. März

Es waren 31 Läuferinnen am Start.

### 15 km Freistil Massenstart
| Platz | Name                 | Verein                    | Zeit(min) |
| ----- | -------------------- | ------------------------- | --------- |
| 1     | Justyna Kowalczyk    | KS AZS-AWF Katowice       | 45:10,8   |
| 2     | Paulina Maciuszek    | LKS Poroniec Poronin      | 47:49,1   |
| 3     | Agnieszka Szymańczak | KS AZS-AWF Katowice       | 48:08,8   |
| 4     | Ewelina Marcisz      | MKS Halicz Ustrzyki Dolne | 49:49,0   |
| 5     | Martyna Galewicz     | LKS Poroniec Poronin      | 51:03,6   |
| 6     | Anna Staręga         | UKS Rawa Siedlce          | 51:38,1   |
| 7     | Magdalena Kozielska  | UKS Regle Kościelisko     | 52:25,2   |
| 8     | Emilia Romanowicz    | UKS Puszcza Supraśl       | 53:32,3   |
| 9     | Patrycja Wąchała     | LKS Witów Mszana Górna    | 53:47,5   |
| 10    | Justyna Mordarska    | KS AZS-AWF Katowice       | 54:15,5   |

Datum: 26. März

Es waren 19 Läuferinnen am Start.